# Остров Кутово
 Остров Кутово е защитена местност в България. Обхваща площ от 118,33 хектара на територията на остров Кутово.
На 10 април 2007 г. остров Кутово е обявен за защитена местност с цел опазване на местообитания на редки и уязвими растителни (блатно кокиче) и животински видове (нощна, сива и малка бяла чапла, къдроглав и розов пеликан, лопатарка, малък и голям корморан и др.).